# Karlspitzen
Karlspitzen – szczyt w pasmie Kaisergebirge, części Północnych Alp Wapiennych. Leży w Austrii w kraju związkowym Tyrol. Sąsiaduje z Fleischbank i Totenkirchl. Na szczycie znajduje się krzyż.